# امید لواسانی
امید لواسانی (زادهٔ اسفند ۱۳۵۴) مدیرعامل شرکت نیمروز پارسیان که به جرم طراحی و نگهداری وب سایت ستاد میرحسین موسوی دستگیر و به شش سال زندان محکوم گردید.

## زندگی‌نامه
وي در انتخابات دوره دهم طرف قرارداد و پیمانکار ستادمیرحسین موسوی برای طراحی وب سایت میرحسین دات کام بود پس از انتخابات ریاست جمهوری دهم به اتهام پشتیبانی فنی آنچه خبررسانی رویدادها و تجمعات پس از انتخابات دهم ریاست جمهوری گفته می‌شود در تاریخ سوم تیرماه توسط مرکز بررسی جرائم سازمان یافته سپاه بازداشت می‌شود. مدت چهل روز در بازداشت بوده و در در تاریخ ۲۳ شهریورماه در پنجمین جلسه دادگاه رسانه ای به همراه عبدالله مؤمنی، علیرضا عاشوری، علی بهزادیان نژاد، محمدرضا نوربخش و محمد صالح محلوجی (طراح و برنامه نویس وب سایت) محاکمه شده و به تحمل ۶ سال حبس تعزیری محکوم می‌گردد. محمد صالح محلوجی در زمان انتخابات سال 92 مسئول انفورماتیک ستاد مرکزی دکتر حسن روحانی شده که بعد از انتخابات 92 به طرز خیلی مشکوکی بازداشت شده و بیش از 2 ماه در بند دو الف اوین محبوس شد. 